# Jeremy Jaynes
Jeremy Jaynes (1974) è un imprenditore statunitense.
È noto per avere accumulato una fortuna come creatore di spam.
Lavorando dalla sua abitazione nello Stato federale della Carolina del Nord, mandava centinaia di migliaia di e-mail al giorno, usando liste rubate da piattaforme internet come AOL oppure eBay. Si serviva di diverse identità a seconda delle applicazioni dei suoi messaggi.
Il suo guadagno illecito potrebbe esser stato di 750.000 dollari al mese, per una fortuna stimata intorno ai 24 milioni di dollari.
Jaynes si trovava nella lista dei più pericolosi spammer stilata dalla ditta Spamhaus ed ha avuto anche il nomignolo di Spam King. Venne catturato nel 2004, ma le controversie giudiziarie sul suo trattamento sono state prolungate a causa delle varie istanze.